# Milutin Milankovitch

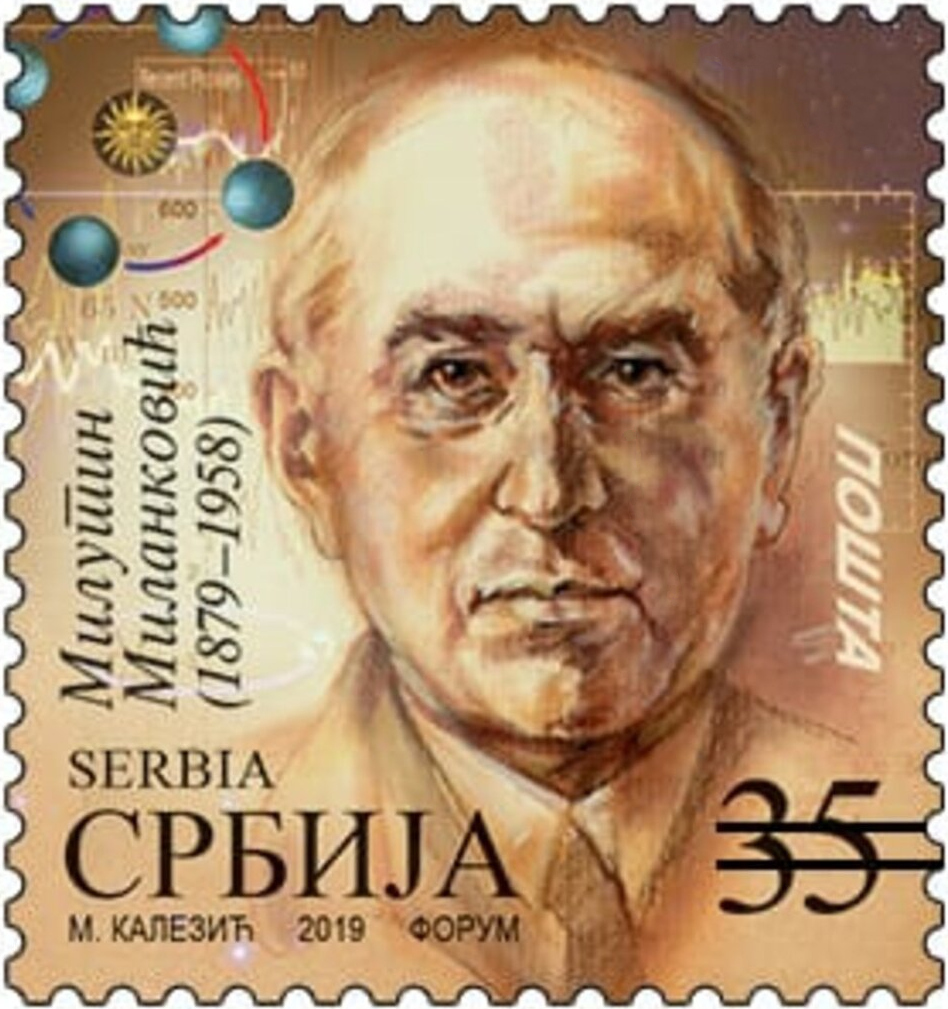
Selo sérvio de 2019 em homenagem a Milutin Milanković

Milutin Milankovitch (sérvio cirílico: Милутин Миланковић; Osijek, 28 de maio de 1879 — Belgrado, 12 de dezembro de 1958) foi um engenheiro e geofísico sérvio.
O astrofísico sérvio Milutin Milankovitch é mais conhecido por desenvolver uma das teorias mais significativas relacionadas aos movimentos da Terra e as mudanças climáticas a longo prazo. Nascido em 1879 na aldeia rural de Dalj (então parte do Império Austro-Húngaro, hoje localizado na Croácia), Milankovitch frequentou o Instituto de Tecnologia de Viena e graduou-se em 1904 com um doutorado em ciências técnicas.  No início de 1905, Milankovic assumiu um trabalho prático e juntou-se à então famosa firma Adolf Baron Pittel Betonbau-Unternehmung em Viena. Ele construiu barragens, pontes, viadutos, aquedutos e outras estruturas em concreto armado em toda a Áustria-Hungria da época. Milankovic continuou a praticar engenharia civil em Viena até o outono de 1909. Depois deste breve período como engenheiro-chefe, lhe foi oferecida a cadeira de matemática aplicada (mecânica racional, mecânica celeste, física teórica) em Belgrado -  uma posição que ele manteve para o resto de sua vida.
Já em 1912, seus interesses voltaram-se para climas solares e temperaturas prevalecentes nos planetas. Dedicou seu tempo ao trabalho neste campo e, ao final da primeira guerra mundial, terminou uma monografia sobre o problema que foi publicado em 1920, nas edições da Academia Iugoslava de Ciências e Artes por Gauthiers-Villards em Paris, sob o título "Théorie mathématique des phénomènes thermiques produits par la radiation solaire" (Teoria matemática de fenômenos térmicos causados por radiações solares).
Os resultados apresentados neste trabalho lhe renderam uma reputação considerável no mundo científico, notadamente sua curva de insolação na superfície da Terra. Esta curva solar não foi realmente aceita até 1924, quando o grande meteorologista e climatologista Vladimir Köppen com seu genro Alfred Wegener, introduziu a curva em seu trabalho Klimate der geologischen Vorzeit . Após estas primeiras homenagens, Milankovic foi convidado, em 1927, a cooperar em duas publicações importantes: a primeira foi um manual sobre climatologia (Handbuch der Klimatologie) e o segundo, um manual sobre geofísica (Guttenberg's Handbuch der Geophysik) . Para o primeiro, ele escreveu a introdução "Mathematische Klimalehre und astronomische Theorie der Klimaschwankungen" (Matemática ciência do clima e teoria astronômica das variações do clima) , publicado em 1930 em alemão e em 1939 traduzido para o russo. Aqui a teoria do clima planetário é desenvolvida ainda mais com referência especial à Terra.
Para o segundo livro, Milankovic escreveu quatro seções desenvolvendo e formulando sua teoria do movimento secular dos pólos da Terra e sua teoria dos períodos glaciais. Consciente de que sua teoria da radiação solar havia sido concluída com êxito e de que os artigos que tratavam dessa teoria estavam dispersos em publicações separadas, decidiu coletá-los e publicá-los sob uma única capa. Assim, em 1941, na véspera da guerra em seu país, foi completada a impressão de sua grande obra Kanon der Erdbestrahlung und seine Anwendung auf Eiszeitenproblem (Cânone de Insolação da Terra e sua Aplicação ao Problema da Idade do Gelo) 626 páginas em quarto, em Cemian, publicado nas edições da Real Academia Sérvia. Este trabalho foi traduzido para o inglês sob o título Canon de Insolação do Problema da Idade do Gelo, em 1969 pelo Programa Israel para Traduções Científicas e publicado para o Departamento de Comércio dos EUA e a National Science Foundation, Washington, D.C..
As objeções foram levantadas nos anos 50 de encontro à teoria de Milankovic das idades do gelo; Essas objeções vieram principalmente de meteorologistas que alegaram que as mudanças de insolação devido às mudanças nos elementos orbitais da Terra eram muito pequenas para perturbar significativamente o sistema climático. No entanto, no final dos anos 60 e 70, a investigação dos sedimentos em águas profundas e os trabalhos teóricos em mecânica celeste e modelagem climática mostraram que a visão de Milankovic era correta e que as mudanças astronômicas induzidas na insolação, recebidas pela Terra a partir do Sol, são a principal causa para o enceramento e decrescimento das folhas de gelo do Quaternário.
Agora conhecida como a Teoria Milankovitch, afirma que, à medida que a Terra viaja pelo espaço em torno do Sol, as variações cíclicas em três elementos da geometria Terra-Sol se combinam para produzir variações na quantidade de energia solar que atinge a Terra:
1. Variações na excentricidade orbital da Terra - a forma da órbita em torno do sol;
2. Mudanças na obliquidade - mudanças no ângulo que o eixo da Terra faz com o plano da órbita da Terra;
3. Precessão - a mudança na direção do eixo de rotação da Terra, isto é, o eixo de rotação se comporta como o eixo de rotação de um topo que está enrolando para baixo; Daí traça um círculo sobre a esfera celestial durante um período de tempo.

Juntos, os períodos desses movimentos orbitais tornaram-se conhecidos como ciclos de Milankovitch. Atualmente, Milankovic  é bastante estudado por cientistas da área climatológica, principalmente por geólogos, geógrafos, climatólogos, biólogos ou outros cientistas ligados à área de meio ambiente.
Ele morreu em 12 de dezembro de 1958, em Belgrado.